# Canal Saint-Denis

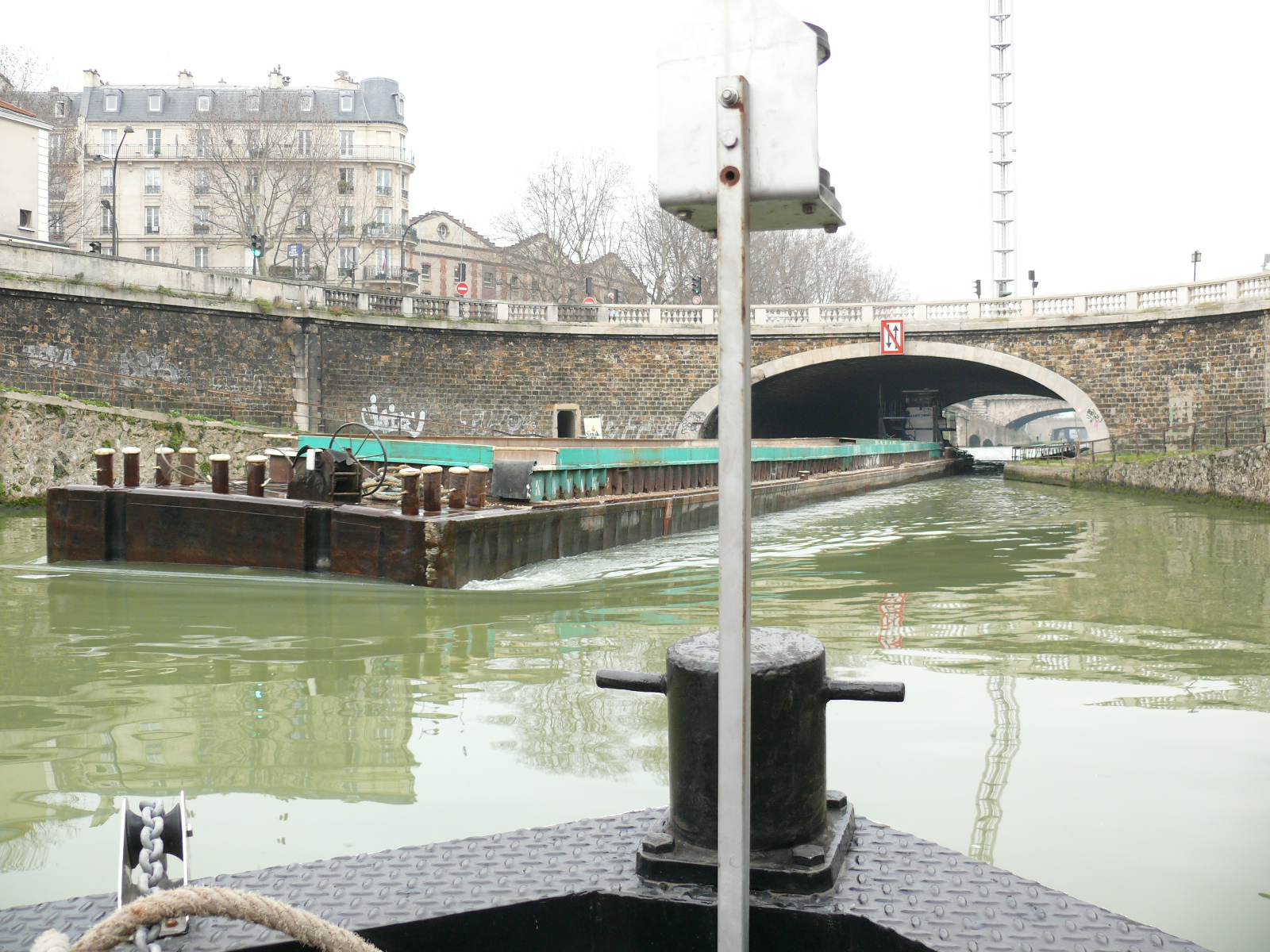
Scheepvaart op Canal Saint-Denis

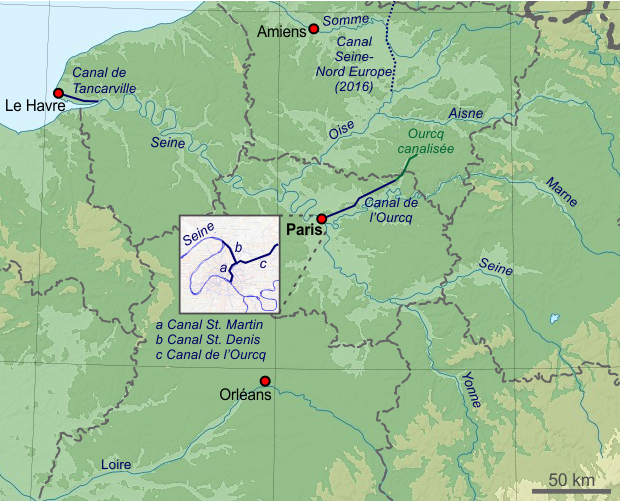
Kanalen in het noorden van Parijs

Het Canal Saint-Denis is een 6,6 km lang kanaal in Parijs. Het bevindt zich in het 19e arrondissement van Parijs en in de voorstedelijke gemeenten Aubervilliers en Saint-Denis.
Het Canal Saint-Denis verbindt de Seine met het Bassin de la Villette ter hoogte van het Parc de la Villette. Vandaar verbindt het Canal Saint-Martin terug met de Seine stroomopwaarts van het stadscentrum van Parijs, en het Canal de l'Ourcq met La Ferté-Milon en de vallei van de Ourcq.
Napoleon Bonaparte gaf op 19 mei 1802 de opdracht voor het aanleggen van het kanaal. In 1805 is begonnen met het uitgraven van het kanaal. Het was uiteindelijk klaar aan het eind van het keizerrijk, maar werd pas geopend in 1821. Tussen 1890 en 1895 is het kanaal helemaal herbouwd.
In het kanaal ter hoogte van het Stade de France is er een loskade voor constructiemateriaal in het dok genaamd bassin de la Maltournée.